# Комісняк

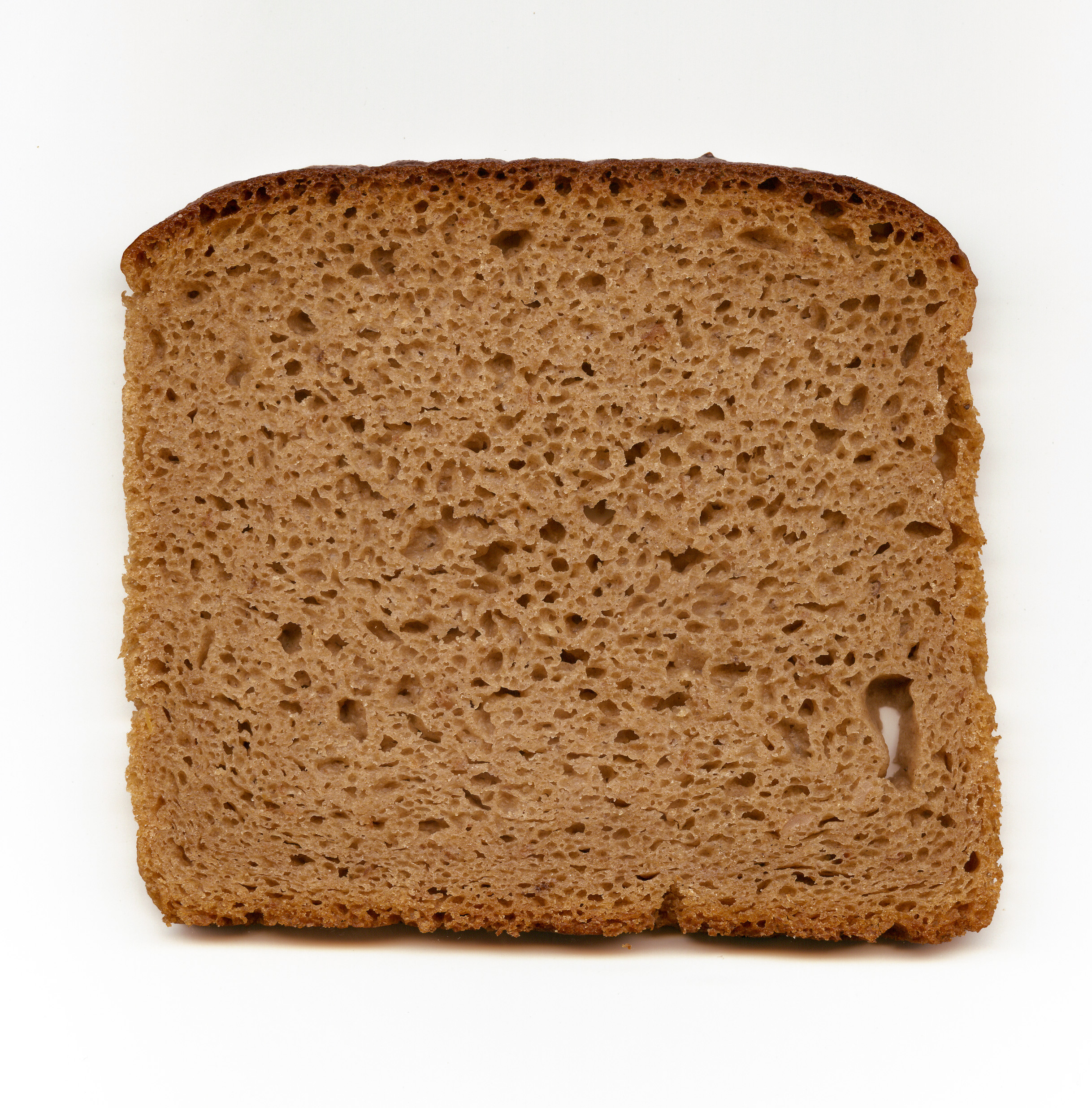
Для комісняка характерна досить щільна структура і шкуринка, що з’являється лише з одного боку

Комісняк (пол. Komiśniak, раніше також «kommisowy» або «komiśny»; з німецької Kommissbrot або Kommißbrot) — різновид темного цільнозернового хліба, виготовлений із суміші житнього борошна з іншими добавками, традиційно видавався як військовий пайок. 
Комісняк, як правило, темний, цільнозерновий хліб з житнього борошна на хлібній заквасці. Має щільну, але не пружну шкуринку. Його випікають у прямокутних формах, при цьому кірка утворюється лише на верхньому шарі. Має надзвичайно довгий термін зберігання та термін споживання. 

## Історія
У німецьких країнах слово Kommiß з XVI століття вживалося як військова частина, звідси слово Kommißbrot з'явилося як опис кожного виду хліба, випеченого для армії. З часом термін з'явився в мовах інших країн Центральної Європи, в тому числі як голландський commiesbrood, а в середині XVIII ст. як чеський комісарек. З чеської мови термін дістався до південно-середнього діалекту, до малопольської та, нарешті, наприкінці XIX століття до польської мови інших регіонів країни. У середині ХІХ століття  хліб цей став невід'ємною частиною військового пайку у німецьких країнах, у тому числі також в Австро-Угорщині.

Харчова цінність, вплив на здоров'я солдатів та оптимальна технологія виготовлення комісняка були вивчені, серед інших Вільгельмом Праусніцом (у 1893 р.) Та Вацлавом Плагге та Георгом Леббіном (у 1897 р.). Під час обох світових воєн до вивчення хліба німецької армії були залучені німецькі вчені та ті, що воюють з протилежного фронту. 

Дослідження, проведені Артуром Шенертом в 1936 році, показали, що німецький військовий комісняк повністю покривав щоденну потребу людини у вітаміні B1. Оскільки його запікають з цільнозернового борошна, він також містить велику кількість вітаміну Е. Тим часом білий хліб, що виробляється в цивільних пекарнях, був абсолютно без вітамінів, якщо їх не додавали штучно. 

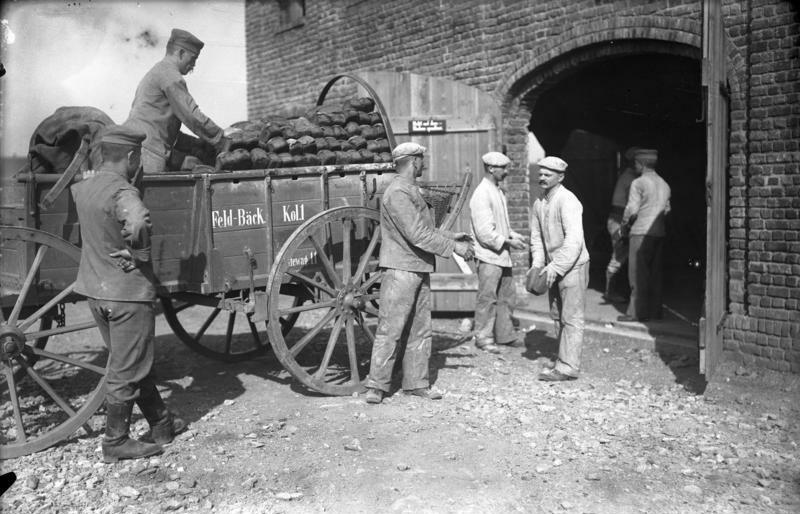
Завантаження хліба смаженого на візок у польовій пекарні. Вервік у Бельгії, липень 1916 року.

Під час Першої світової війни цей хліб був основою для годування німецьких та австро-угорських військ, які воювали в окопах, однак через брак борошна фірмові кухні часто додавали в тісто замінники, такі як деревний пил . Комісняк також був основою для годування багатьох армій під час Другої світової війни. На день на кожного німецького солдата було 750 г хліба; це був основний харчовий продукт, доставлений солдатам на фронті — він поступався лише картоплі, добова норма якої становила від 800 г до кілограма, залежно від віку та ступеня солдата. Цей самий хліб під німецькою назвою, успадкований від Австро-Угорщини, також видавали воїнам угорської армії. 
Після Великої війни комісняк став широко доступним і в цивільних пекарнях, але найчастіше рецепт був модифікований, щоб зробити кінцевий продукт легшим і м'яким. 

## Комісняк в культурі
Продукований у 20-х роках ХХ століття автомобіль Hanomag 2/10 PS отримав прізвисько «Коміссброт» Kommissbrot через кутову форму, що нагадує буханку військового комісняка. 
В австрійському документальному фільмі «Історія кулінарії» Петера Керекеса комісняк постає як ілюстрація ступеня логістичної складності військового забезпечення. Автори фільму підраховують, що для забезпечення 18 мільйонів солдатів, які проходять службу у Вермахті під час Другої світової війни, на щоденний пайок хліба потрібно 4500 тонн борошна, 1350 тонн дріжджів, 2 385 000 літрів води, 1575 тонн закваски та пропорційна «щіпка солі». 